# ما بعد حرب الخليج الثانية
ما بعد حرب الخليج الثانية هو التغيير السياسي والثقافي والإجتماعي الجذري في جميع أنحاء الشرق الأوسط وحتى في المناطق خارج تلك المنطقة بعد نهاية حرب الخليج الثانية مباشرة.

## الجالية الفلسطينية في الكويت
حدثت تغييرات ديمغرافية كبيرة في الكويت نتيجة لحرب الخليج الثانية. كان هناك 400 ألف فلسطيني في الكويت قبل الحرب. خلال فترة الغزو العراقي للكويت غادر 200 ألف فلسطيني الكويت لأسباب مختلفة (الخوف أو الاضطهاد ونقص في المواد الغذائية وصعوبات في الرعاية الطبية ونقص في المال والخوف من الاعتقال وسوء المعاملة عند حواجز الطرق من قبل العراقيين). بعد الحرب فر ما يقرب من 200 ألف فلسطيني من الكويت ويرجع ذلك جزئيا إلى الأعباء الاقتصادية والأنظمة المتعلقة بالإقامة والخوف من سوء المعاملة من قبل قوات الأمن الكويتية.
عدم دعم الكويت للفلسطينيين بعد الحرب كان ردا على المواءمة بين الزعيم الفلسطيني ياسر عرفات رئيس منظمة التحرير الفلسطينية مع صدام حسين الذي كان قد غزا الكويت في وقت سابق. في 14 مارس 1991 ما زال 200 ألف فلسطيني مقيمين في الكويت من أصل 400 ألف. بدأ الفلسطينيون في مغادرة الكويت خلال الأسبوع الأول من مارس 1991 بعد تحرير الكويت من الاحتلال العراقي. خلال الأسبوع الأول من شهر مارس فر الفلسطينيين من الكويت بالكامل تقريبا من البلاد. قال كويتيون أن الفلسطينيين غادروا البلاد متجهين إلى الأردن حيث أن معظم الفلسطينيين يحملون جوازات سفر أردنية. وفقا لصحيفة نيويورك تايمز قال كويتيون بأن الغضب ضد الفلسطينيين كان كبيرا خلال فترة الاحتلال البالغة سبعة أشهر وعدد قليل نسبيا من الفلسطينيين ظلوا في الكويت.
معظم الفلسطينيون الذين فروا من الكويت كانوا مواطنين أردنيين. فقط في عام 2004 تحسن الوضع السياسي بين القيادة الكويتية والفلسطينية بتقديم اعتذار رسمي من محمود عباس عن دعم منظمة التحرير الفلسطينية للغزو العراقي في عام 1991. في عام 2012 أعيد افتتاح السفارة الفلسطينية الرسمية في الكويت. في عام 2012 بلغ عدد الفلسطينيين في الكويت 80 ألف نسمة.

## متلازمة حرب الخليج
ذكر أن عند عودة العديد من جنود التحالف تبين إصابتهم بعدة أمراض وقد أطلق على الظاهرة اسم متلازمة حرب الخليج أو مرض حرب الخليج. الأعراض الشائعة التي تم الإبلاغ عنها هي التعب المزمن وفيبروميالغيا واضطرابات الجهاز الهضمي. كانت هناك تكهنات على نطاق واسع وخلاف حول أسباب المرض والعيوب الخلقية المبلغ عنها. وجد الباحثون أن الأطفال الذين يولدون لقدامى المحاربين الذكور في حرب عام 1991 كانت بمعدلات أعلى من ناحية عيوب صمامات القلب. الأطفال الذين ولدوا بعد الحرب يعانون من خلل في وظائف الكلى لم توجد بالنسبة إلى أطفال قدامى محاربي حرب الخليج الذين ولدوا قبل الحرب. قال الباحثون أنهم لم يكن لديهم ما يكفي من المعلومات لربط العيوب الخلقية مع التعرض للمواد السامة. تشمل بعض العوامل احتمالات التعرض لليورانيوم المنضب والأسلحة الكيميائية ولقاحات الجمرة الخبيثة أعطيت للجنود و/أو الأمراض المعدية. ساعد الميجور مايكل دونلي وهو ضابط القوات الجوية الأمريكية خلال الحرب على نشر المتلازمة علنا ودعا لضمان حقوق قدامى المحاربين في هذا الصدد.

## آثار اليورانيوم المنضب

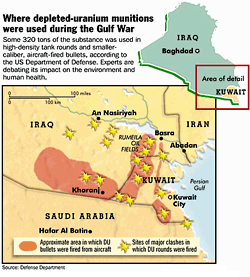
المساحة التقريبية للاشتباكات الرئيسية التي استخدمت فيها قذائف اليورانيوم المنضب.

تم استخدام اليورانيوم المنضب في الحرب في خزان اختراق الطاقة الحركية لمدفع الذخائر 20-30 ملم. حدث جدل كبير فيما يتعلق بالسلامة طويلة المدى من اليورانيوم المنضب الموجود على الرغم من أن المنتقدين يدعون أن آثار المعادن الثقيلة سريعة الاشتعال وسمية وماسخة. استشهد العديد عند استخدامه أثناء الحرب وكان عاملا مساهما في عدد من القضايا الصحية لقدامى المحاربين في النزاع والسكان المحليين في المناطق المحيطة. إلا أن الرأي العلمي حول المخاطر مختلط.
يقول البعض أن اليورانيوم المنضب لا يشكل خطرا صحيا كبيرا إلا إذا تم إدخاله إلى الجسم. التعرض الخارجي للإشعاع من اليورانيوم المنضب عموما ليس مصدر قلق كبير لأن جسيمات ألفا المنبعثة من نظائره تنتقل فقط بضعة سنتيمترات في الهواء أو يمكن وقفها من قبل الورقة. أيضا فإن اليورانيوم 235 الذي لا يزال في اليورانيوم المنضب تنبعث كمية صغيرة فقط من أشعة غاما منخفضة الطاقة. ومع ذلك إذا ما دخل اليورانيوم المنضب الجسم مثل اليورانيوم الطبيعي فإن لديه القدرة من خلال المادة الكيميائية والتسمم الإشعاعي في تلف الكليتين والرئتين.

## طريق الموت
في ليلة 26-27 فبراير 1991 بدأت بعض من القوى العراقية بمغادرة الكويت على الطريق الرئيسي شمال الجهراء في قافلة تتكون من 1400 مركبة. لاحظت الطائرة نورثروب غرومان إي-8 القوات المنسحبة وقامت بإيصال المعلومات إلى مركز العمليات الجوية في الرياض بالمملكة العربية السعودية. هوجمت هذه المركبات والجنود المنسحبين في وقت لاحق مما أدى إلى 60 كيلومتر من الطريق السريع المليء بالحطام على طريق الموت. كتب مراسل صحيفة نيويورك تايمز مورين دود: «مع مواجهة الزعيم العراقي للهزيمة العسكرية قرر السيد بوش أن يقامر بخوض حرب برية عنيفة وربما لا تحظى بشعبية عن البديل وهو تسوية ناقصة توصل إليها السوفييت والعراقيين يحتمل يقبل بها الرأي العام العالمي».
كتب الأمريكي تشاك هورنر قائد العمليات الجوية لقوات التحالف:
[...]

### اعتداء الجرافة

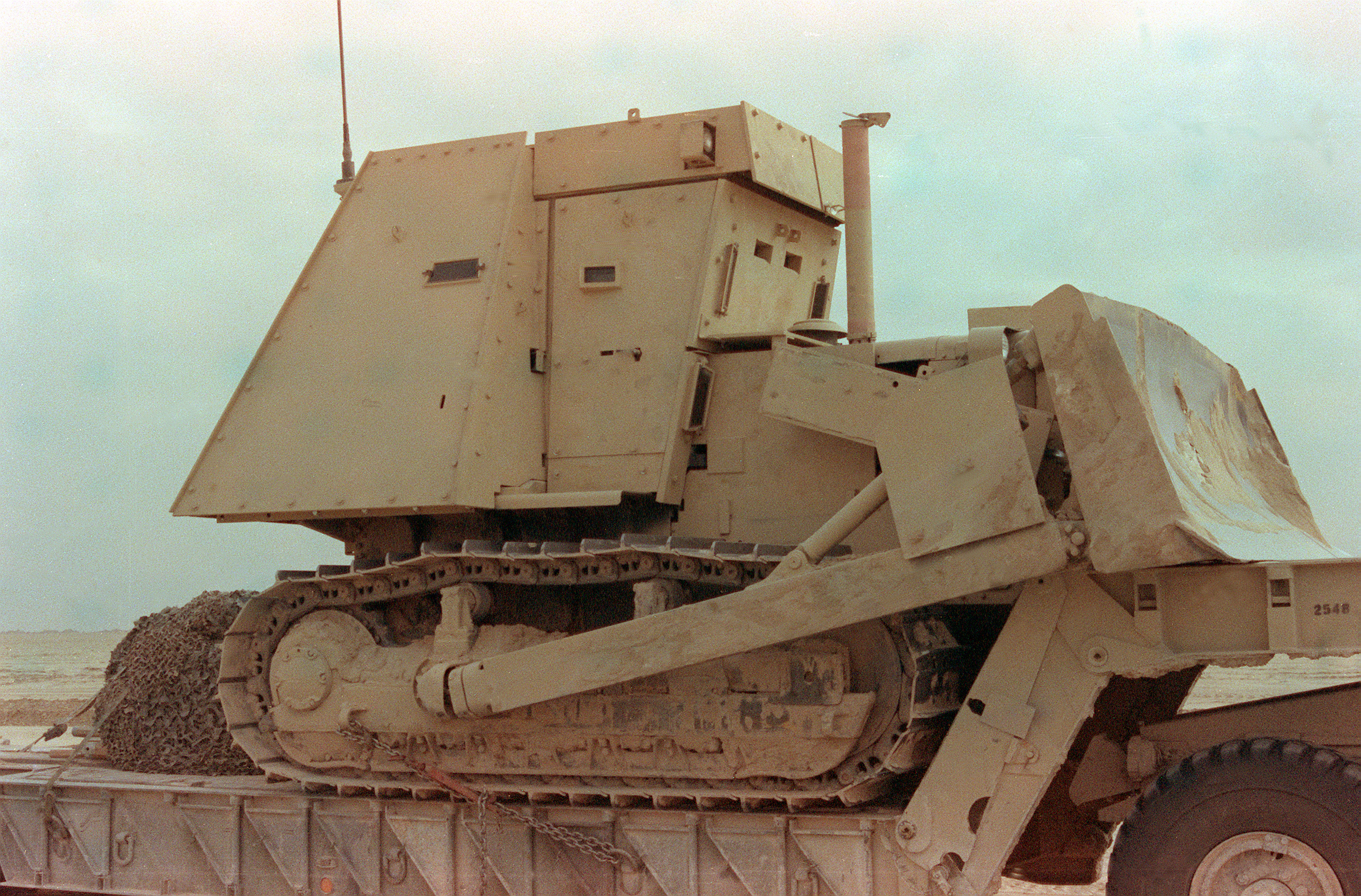
جرافة مدرعة مماثلة لتلك التي استخدمت في الهجوم.

أبرزت حادثة أخرى خلال الحرب وهي مسألة الوفيات الناجمة عن قتال العراقيين على نطاق واسع. كان هذا اعتداء الجرافة حيث واجه لواءين من فرقة المشاة الأمريكية الأولى (الميكانيكية) مع شبكة خندقية كبيرة ومعقدة كجزء من حصينة صدام حسين لاين. بعد بعض المداولات اختاروا استخدام المحاريث لمكافحة الألغام التي شنت على الدبابات والجرافات القتالية لحرث ببساطة مرارا ودفن جنود الدفاع العراقيين أحياء. لم يقتل أي أمريكي خلال الهجوم. منع الصحفيين من مشاهدة الهجوم بالقرب من المنطقة المحايدة التي تلامس الحدود بين المملكة العربية السعودية والعراق. كل الأميركيين كانوا أثناء في الهجوم داخل عربة مدرعة. أفادت إحدى الصحف أن قادة الولايات المتحدة ذكروا أن الآلاف من الجنود العراقيين المستسلمين دفنوا أحياء خلال الهجوم الذي استمر من 24 إلى 26 فبراير 1991. باتريك داي سلويان من نيوزداي قال: «مركبات برادلي القتالية وناقلات فولكان المدرعة هاجمت خطوط الخندق وقامت بتغطية الجنود العراقيين بأكوام من الرمال. ما رأيته كان حفنة من الخنادق المدفونة بالجنود والأسلحة...». ومع ذلك بعد الحرب قالت الحكومة العراقية أنه تم العثور على 44 جثة فقط. في كتابه حروب ضد صدام زعم جون سيمبسون أن القوات الأمريكية حاولت التستر على الحادث. بعد وقوع الحادث قال قائد اللواء الأول: «أنا أعرف أن دفن الناس هكذا يبدو أمرا سيئا للغاية لكنه سيكون أكثر بشاعة لو واجهتهم قواتنا في الخنادق وقاموا بقتلهم بالحراب». لم يذكر وزير الدفاع ديك تشيني تكتيكات الفرقة الأولى في التقرير المؤقت للكونجرس بشأن عملية عاصفة الصحراء. في التقرير اعترف تشيني أن 457 من جنود العدو دفنوا خلال الحرب البرية.

## قصف قوات التحالف للبنية التحتية المدنية في العراق
في 23 يونيو 1991 كتب مراسل صحيفة واشنطن بوست بارت جلمان: «إن العديد من الأهداف المختارة كانت ثانوية للمساهمة في الهزيمة العسكرية للعراق... المخططون العسكريون يأملون أن يؤدي القصف غلى تضخيم الأثر الاقتصادي والنفسي من خلال العقوبات الدولية على المجتمع العراقي... ألحقوا عمدا ضررا كبيرا لقدرة العراق على دعم نفسه كونه مجتمع صناعي...». في طبعة الشؤون الخارجية لشهري يناير/فبراير 1995 قال الدبلوماسي الفرنسي إيريك رولو: «[إن الشعب العراقي الذي لم يتم استشارته حول الغزو دفع ثمن جنون حكومته... العراقيون فهموا شرعية العمل العسكري لابعاد جيشهم عن الكويت ولكن كان لديهم صعوبة في فهم الأساس المنطقي للحلفاء في استخدام القوة الجوية لتدمير أو شل البنية التحتية والصناعة العراقية بشكل منهجي: محطات الطاقة الكهربائية (تدميرها بنسبة 92 في المائة) ومصافي (تدمير 80 في المائة من الطاقة الإنتاجية) ومجمعات البتروكيماويات ومراكز الاتصالات (بما في ذلك تدمير 135 شبكة للهاتف) والجسور (تدمير أكثر من 100 جسر) والطرق والطرق السريعة والسكك الحديدية ومئات القاطرات وعربات النقل المحملة بالسلع ومحطات البث الإذاعي والتلفزيوني ومصانع الاسمنت ومصانع إنتاج الألمنيوم والمنسوجات والكابلات الكهربائية واللوازم الطبية». ومع ذلك في وقت لاحق فإن الأمم المتحدة أنفقت المليارات لإعادة بناء المستشفيات والمدارس ومرافق تنقية المياه في جميع أنحاء البلاد.

## إساءة معاملة أسرى الحرب الائتلاف
أثناء النزاع أطلق النار عل طائرة التحالف فوق العراق ثم تم عرضهم كأسرى حرب على شاشة التلفزيون ولوحظ على معظم وجود علامات واضحة على سوء المعاملة. بين عدة شهادات لسوء معاملة فإن كابتن القوات الجوية ريتشارد ستور تعرض للتعذيب من قبل العراقيين خلال حرب الخليج. فضت الشرطة السرية العراقية أنفه وخلعت كتفه وثقبت طبلة أذنه. عضوي طاقم سلاح الجو الملكي التورنادو جون نيكول وجون بيترز على حد سواء زعموا أنهم تعرضوا للتعذيب خلال هذا الوقت. اضطر نيكول وبيترز للإدلاء ببيانات ضد الحرب أمام كاميرات التلفزيون. تم القبض على أعضاء الخدمة الجوية البريطانية الخاصة برافو اثنين صفر الذين كانوا يحالون الحصول على معلومات عن خط الامداد العراقي من صواريخ سكود لصالح قوات التحالف. فقط كريس رايان استطاع الفرار بينما تعرض بقية زملائه في المجموعة للتعذيب بعنف. الجراحة الجوية (في وقت لاحق لواء) روندا كورنام تعرضت للاغتصاب من قبل خاطفيها.

### عملية المراقبة الجنوبية
منذ الحرب اضطرت الولايات المتحدة إلى استمرار تواجد خمسة آلاف جندي في المملكة العربية السعودية وهذا الرقم ارتفع إلى عشرة آلاف خلال حرب العراق عام 2003. عملية المراقبة الجنوبية أدت إلى فرض منطقة حظر جوي فوق جنوب العراق حتى بعد عام 1991. صادرات النفط عبر الممرات الملاحية في الخليج العربي كانت محمية من قبل الأسطول الخامس الأمريكي الذي يقع مقره في البحرين.
بسبب وجود أقدس المواقع الإسلامية وهي مكة المكرمة والمدينة المنورة في السعودية فقد أثارت غضب كثير من المسلمين بسبب الوجود العسكري الدائم لقوات التحالف. استمرار وجود القوات الأمريكية في المملكة العربية السعودية بعد الحرب كان أحد الدوافع المعلنة وراء الهجمات الإرهابية في 11 سبتمبر وتفجير أبراج الخبر وتفجير سفارات الولايات المتحدة 1998 (7 أغسطس) الذي صادف ذكرى مرور ثماني سنوات على إرسال القوات الأمريكية إلى المملكة العربية السعودية. قام أسامة بن لادن بتفسير آية من القرآن بحظر «التواجد الدائم للكفار في المملكة». في عام 1996 أصدر بن لادن فتوى داعيا القوات المسلحة الأمريكية إلى مغادرة المملكة العربية السعودية. قال بن لادن في مقابلة في ديسمبر 1999 مع رحيم الله يوسفزاي أنه شعر بأن الأمريكيين كانوا «قريبين جدا من مكة المكرمة» الذي يعتبر هذا استفزاز للعالم الإسلامي كله.

## العقوبات
في 6 أغسطس 1990 بعد الغزو العراقي للكويت اعتمد مجلس الأمن الدولي القرار رقم 661 الذي فرض عقوبات اقتصادية على العراق الذي نص على حظر تجاري شامل باستثناء الإمدادات الطبية والمواد الغذائية وغيرها من المواد الضرورية الإنسانية وهذه يتم تحديدها من قبل لجنة عقوبات مجلس الأمن. من 1991 حتى 2003 كانت أبرز آثار سياسة النظام في فرض عقوبات هي التضخم والفقر وسوء التغذية على نطاق واسع.
خلال أواخر عقد 1990 نظرت الأمم المتحدة في تخفيف العقوبات المفروضة بسبب المصاعب التي يعاني منها العراقيين العاديين. تشكك دراسات في عدد الأشخاص الذين لقوا حتفهم في جنوب ووسط العراق خلال سنوات العقوبات.

### تجفيف الأهوار
كان تجفيف الأهوار مشروع للري في العراق أثناء وبعد الحرب مباشرة لاستنزاف مساحة كبيرة من المستنقعات في نظام نهري دجلة والفرات. يغطي سابقا مساحة تبلغ ثلاثة آلاف كيلومتر مربع ومجمع كبير للأراضي الرطبة التي أفرغت تماما من الماء ونقل السكان الشيعة المحليين في أعقاب الحرب والانتفاضة الشعبانية. بحلول عام 2000 قدر برنامج الأمم المتحدة للبيئة أن تسعين في المائة من الأهوار اختفت مما تسبب في تصحر تسعة عشر ألف كيلومتر مربع.
تجفيف الأهوار في العراق حدث بدرجة أقل في إيران بين عقدي 1950 و1990 لمسح مناطق واسعة من المستنقعات في نظام نهري دجلة والفرات. تغطي سابقا مساحة حوالي عشرين ألف كيلومتر مربع والمناطق الرطبة نضبت بنسبة تسعين في المائة قبل غزو العراق عام 2003. تنقسم الأهوار عادة إلى ثلاثة مستنقعات فرعية رئيسية وهي الحويزة والوسطى والحمار التي استنزفت في أوقات مختلفة لأسباب مختلفة. كان هدف التجفيف الأولي للأهوار الوسطى هو استصلاح الأراضي للزراعة ولكن في وقت لاحق أصبحت أداة للحرب والانتقام.
وصفت العديد من المنظمات الدولية مثل لجنة الأمم المتحدة المتصلة بحقوق الإنسان والمجلس الأعلى الإسلامي العراقي والأراضي الرطبة الدولية ومنظمة مراقبة الشرق الأوسط المشروع باعتباره محاولة سياسية لتهجير عرب الأهوار من المنطقة من خلال تكتيكات تحويل المياه.

## التسرب النفطي
في 23 يناير ألقى العراق 400 مليون جالون أمريكي (1.5 مليون متر مربع) من النفط الخام في الخليج العربي مما تسبب في أكبر تسرب نفطي بحري في التاريخ في ذلك الوقت. أفيد بأنه هجوم متعمد للموارد الطبيعية لإبعاد مشاة البحرية الأمريكية من النزول للشاطئ (قصفت ميسوري وويسكونسن جزيرة فيلكا خلال الحرب لتعزيز فكرة أن هناك محاولة هجومية برمائية). حوالي 30 إلى 40٪ من غارات قوات التحالف كانت على أهداف ساحلية عراقية.

## حرائق آبار النفط الكويتية

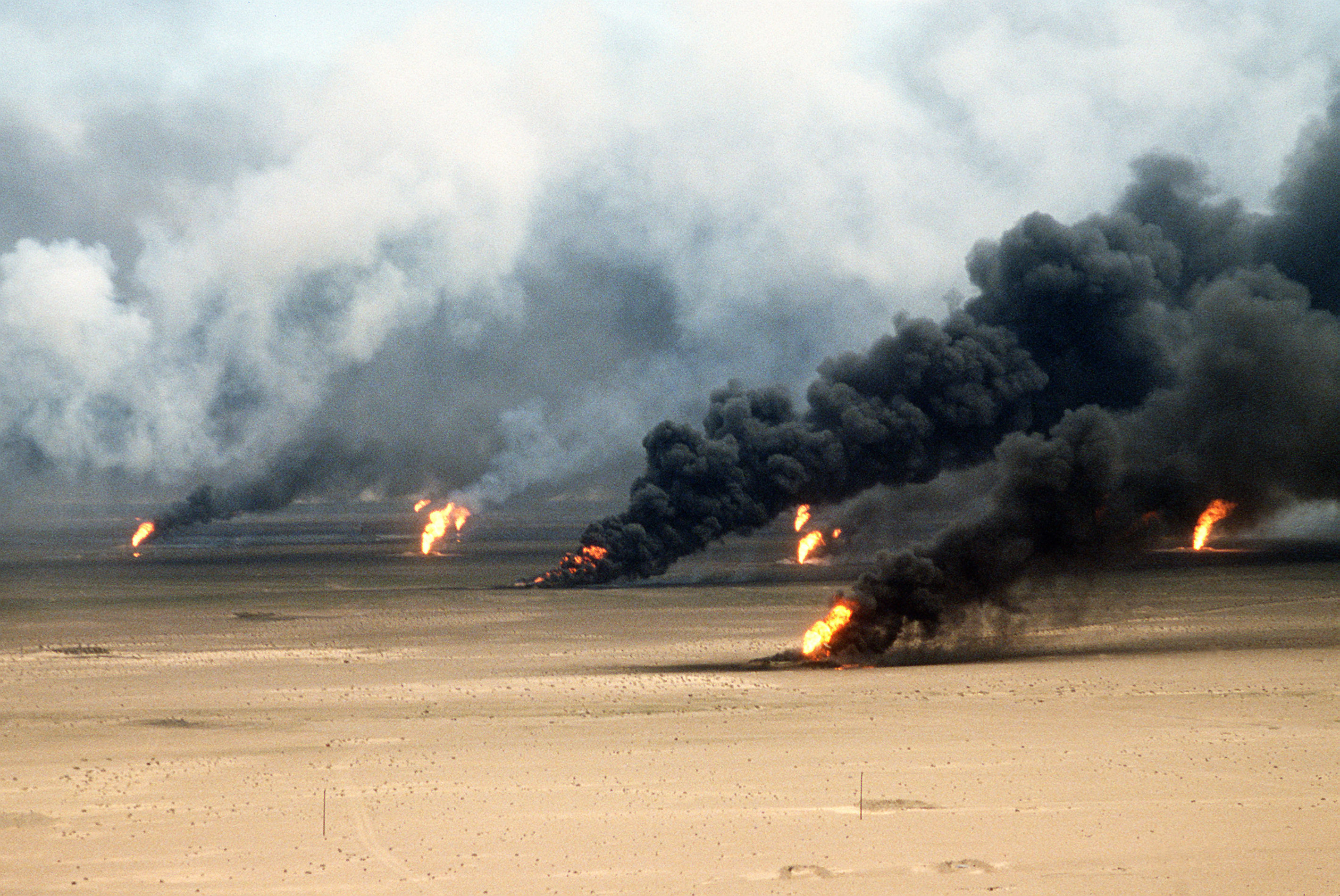
حرائق آبار النفط خارج مدينة الكويت في عام 1991.

قامت القوات العراقية بإشعال الحرائق في سبع مائة بئر نفط كويتي كجزء من سياسة الأرض المحروقة عند انسحابهم من الكويت في عام 1991 بعد احتلال البلاد ولكن تم طردهم من قبل قوات التحالف. بدأت الحرائق في شهري يناير وفبراير 1991 وتم إطفاء آخر بئر في نوفمبر 1991.
النيران خرجت عن نطاق السيطرة بسبب مخاطر إرسال طواقم الإطفاء. وضعت الألغام الأرضية في مناطق حول آبار النفط وكان التنظيف العسكري للمناطق ضروري قبل أن يتم إطفاء الحرائق. فقد حوالي ستة ملايين برميل (تسع مائة وخمسون ألف متر مربع) من النفط يوميا. في نهاية المطاف تم الإخماد من خلال التعاقد مع شركة خاصة بتكلفة إجمالية قدرها 1.5 مليار دولار أمريكي. بحلول ذلك الوقت استمرت الحرائق ما يقرب من عشرة أشهر مما تسبب في التلوث على نطاق واسع.

### التأثير البيئي

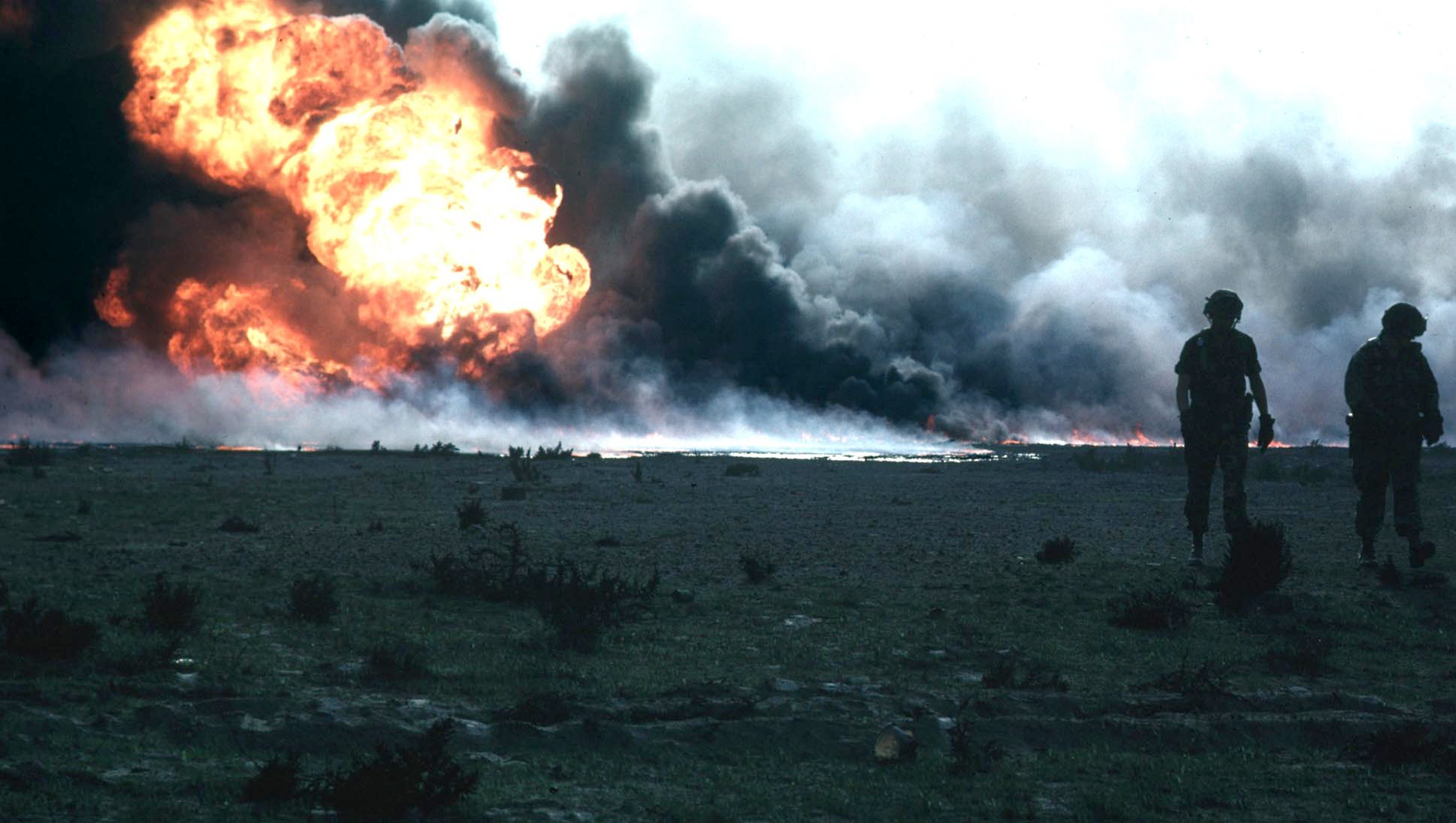
حقل نفطي مشتعل.

مباشرة بعد غزو العراق للكويت قدمت تنبؤات كارثة بيئية ناجمة عن التهديدات العراقية لإشعال آبار النفط الكويتية. قدمت تكهنات تتراوح بين سيناريو من نوع الشتاء النووي إلى المطر الحمضي الثقيل وعلى المدى القصير حتى الاحترار العالمي الفوري في مؤتمر المناخ العالمي في جنيف في شهر نوفمبر.
في 10 يناير 1991 نشرت ورقة في مجلة الطبيعة التي ذكر بول كروتزن فيها بأن نيران آبار النفط الكويتية سيعجل بالشتاء النووي مع تكون سحابة من الدخان تغطي نصف منطقة نصف الأرض الشمالي بعد مرور 100 يوم ستنخفض درجات الحرارة بمقدار 5 إلى 10 درجات مئوية. أعقب ذلك مواد مطبوعة في صحيفتي ويلمنجتون مورنينغ ستار وبالتيمور صن في منتصف إلى أواخر يناير 1991 مع العالم الإعلامي الشعبي التلفزيوني في ذلك الوقت كارل ساغان الذي كان أيضا شارك في تأليف أوراق الشتاء النووي جنبا إلى جنب مع ريتشارد ب. توركو وجون دبليو بيركس وآلان روبوك وبول كروتزن معا في أنهم يتوقعون شتاء نووي كارثي مع حدوث آثار مثل درجات حرارة دون التجميد إذا قرر العراقيين تفعيل تهديداتهم بإشعال من 300 إلى 500 بئر نفط.
في وقت لاحق عندما بدأت عملية عاصفة الصحراء ناقش الدكتور فريد سنجر وكارل ساغان الآثار البيئية المحتملة لحرائق آبار النفط الكويتية على برنامج نايت لاين على قناة إيه بي سي نيوز. قال ساغان مرة أخرى أن بعض من آثار الدخان يمكن أن يكون مشابه لآثار فصل الشتاء النووي مع صعود الدخان إلى الستراتوسفير وهي منطقة من غلاف الأرض الجوي تبدأ في حوالي 13 ألف متر فوق مستوى سطح البحر في الكويت مما سيؤدي إلى آثار عالمية وأنه يعتقد أن الآثار الصافية ستكون مشابهة جدا لانفجار بركان جبل تامبورا الإندونيسي في عام 1815 والذي أسفر في عام 1816 إلى ما يعرف باسم سنة بلا صيف.
قدم تقرير عن تقديرات النماذج الأولية التي توقعت الآثار الممتدة إلى جنوب آسيا وربما لنصف الكرة الشمالي أيضا. قال سنغر من ناحية أخرى أن الحسابات أظهرت أن الدخان سيرتفع إلى حوالي 910 متر وبعد ذلك هطول أمطار بعد حوالي 3 إلى 5 أيام وبالتالي عمر الدخان سيكون محدود. أخطئت تقديرات سنغر وساغان حيث تأثر الغلاف الجوي بحد أدنى نسبيا مقتصرا على منطقة الخليج العربي مع أعمدة دخان بشكل عام ارتفعت إلى حوالي ثلاث آلاف متر وعدة مرات تصل إلى 6100 متر.
جنبا إلى جنب مع نقد سينجر المتلفز فقد انتقد ريتشارد د. سمول ورقة الطبيعة الأولية في رد في 7 مارس 1991 متخذا نفس خط سنغر.
اعترف ساغان في وقت لاحق في كتابه العالم المسكون الشيطان أن توقعاته لم تكن صحيحة: «كانت سحابة سوداء عند الظهر وانخفضت درجات حرارة من 4 إلى 6 درجات مئوية على الخليج العربي ولكن لم يرتفع الدخان كثيرا في الغلاف الجوي العلوي ولم يصل إلى آسيا».
في ذروة الحرائق امتص الدخان من 75 إلى 80٪ من أشعة الشمس. ارتفعت الجسيمات إلى حد أقصى قدره 6100 متر ولكن تم كسحه من قبل نواة سحابة التكثيف من الغلاف الجوي بسرعة نسبيا.
توقع ساغان وزملاؤه أن ارتفاع الدخان من شأنه أن يمتص حرارة الشمس مع قليل من دون الكسح الذي يحدث حيث يجري تسخين جزيئات سوداء من السخام من الشمس ويرفع إلى أعلى في الهواء وبالتالي حقن السناج إلى طبقات الجو العليا حيث ان الامر سيستغرق سنوات لأشعة الشمس ومنع تأثير هذا الهباء الجوي من السخام في السقوط من الجو ومع ذلك كارثة تبريد سطح الأرض والآثار الزراعية في آسيا وربما في نصف الكرة الشمالي ككل.
في وقت لاحق أثر الدخان المنبعث من حرائق آبار النفط الكويتية فقط في نمط الطقس في جميع أنحاء الخليج العربي والمنطقة المحيط بها حيث نشرت الرياح الدخان على طول النصف الشرقي من شبه الجزيرة العربية والمدن مثل الظهران والرياض ودول مثل البحرين عانت من أيام من من الدخان الذي ملأ السماء بسخام الكربون.
كانت النتيجة المباشرة لتخريب الحرق انخفاض كبير في نوعية الهواء مما تسبب في مشاكل في الجهاز التنفسي للعديد من الكويتيين وسكان الدول المجاورة.
وفقا لدراسة في عام 1992 من بيتر هوبز ولورانس رادك فإن الانبعاثات اليومية من ثنائي أكسيد الكبريت (والتي يمكن أن تولد الأمطار الحمضية) كانت بنسبة 57٪ من المرافق الكهربائية في الولايات المتحدة وكانت انبعاثات ثنائي أكسيد الكربون بنسبة 2٪ من انبعاثات السخام العالمية المقدرة بحوالي 3400 طن متري يوميا.
في ورقة في أرشيف مركز الدفاع لتقنية المعلومات التي نشرت في عام 2000 فإنها ذكرت: «الحسابات بناء على الدخان المتصاعد من حرائق آبار النفط الكويتية في مايو ويونيو لعام 1991 تشير إلى أن كفاءة الاحتراق كانت حوالي 96٪ في إنتاج ثاني أكسيد الكربون. في حين فيما يتعلق بالاحتراق الجزئي غير المكتمل شكلت جسيمات الدخان 2٪ من الوقود المحترق ونسبة السخام كانت 0.4٪».
روى بيتر ف. هوبز في برنامج وثائقي قصير للهواة بعنوان حرائق آبار النفط الكويتية التابع لجامعة واشنطن: «مجموعة أبحاث الغيمة والهباء» في أنه طار حول وفوق غيوم الدخان وأخذ عينات وفيديو لغيوم الدخان إلى المختبر الجوي.